# Bursera frenningiae
Bursera frenningiae là một loài thực vật có hoa trong họ Burseraceae. Loài này được Correll mô tả khoa học đầu tiên năm 1979.